# Teodora (figlia di Costantino VII)
Teodora (in greco Θεοδώρα?; 946 circa) è stata imperatrice bizantina come seconda moglie di Giovanni I Zimisce.
Era figlia di Costantino VII e di Elena Lecapena. I suoi nonni materni erano Romano I Lecapeno e Teodora.

## Biografia
L'opera Teofane Continuato è la continuazione della cronaca di Teofane Confessore da parte di altri scrittori, attivi durante il regno di suo padre. La cronaca termina nel 961 e riporta il suo destino dopo la morte di Costantino VII, avvenuta il 9 novembre 959. Al trono successe il fratello Romano II, che convinse la moglie Teofano a mandare tutte e cinque le sorelle nel convento di Kanikleion. Teodora e le sue sorelle Zoe, Agata, Teofano e Anna furono inizialmente rinchiuse a Kanikleion. In seguito furono divise: Teodora, Zoe e Teofano furono inviate al monastero di Antioco, mentre Agata e Anna furono mandate a Myrelaion, un convento costruito dal loro nonno materno.
Mentre le sorelle seguivano la loro vita monastica, si verificavano dei mutamnti sul trono imperiale. Romano II morì il 15 marzo 963. I suoi co-regnanti e successori furono i figli minorenni Basilio II e Costantino VIII. La loro madre ricoprì il ruolo di reggente fino al matrimonio con il vittorioso generale Niceforo II Foca. Niceforo salì al trono come imperatore maggiore, ma Teofano e Giovanni I Zimisce, nipote di Niceforo, organizzarono il suo assassinio nella notte tra il 10 e l'11 dicembre 969.
Giovanni diventa imperatore maggiore al posto di Niceforo. Teofano fu esiliata sull'isola di Prinkipos. Il suo precedente matrimonio con Maria Skeleraina aveva consolidato l'alleanza con il generale Bardas Sclero, ma la lealtà del resto dell'Impero bizantino non era altrettanto sicura. Giovanni rettificò la situazione liberando Teodora da Myrelaion e organizzando il loro matrimonio. Secondo Leone il Diacono, il matrimonio avvenne nel novembre del 971. The Cambridge Medieval History. Vol. IV, The Byzantine Empire (1966) di Joan M. Hussey attribuisce a questo matrimonio la nascita di una figlia, Teofano Curcuas.
Giovanni I Zimisce morì il 10 gennaio 976. Le fonti medievali non menzionano se Teodora fosse ancora viva.